# السمان والخريف
السمان والخريف رواية لنجيب محفوظ، تعتبر من رواياته ذات النزعة الفلسفية. موضوع الرواية هو الاغتراب والماضي والواقع المتغير من خلال شخصية «عيسى الدباغ». تم تحويل الرواية إلى فيلم سينمائي عام 1967 من إخراج حسام الدين مصطفى.،و بطولة محمود مرسي ونادية لطفي وعبد الله غيث .رجمت الرواية إلى الإنجليزية عام 1985 بعنوان «خريف السمان» (Autumn quail).

## ملخص القصة
تبدأ الرواية في يوم حريق القاهرة. «عيسى» موظف حكومي وعضو في حزب الوفد، كان قريبا من التعيين في منصب كبير، وقريبا من الزواج من «سلوى» بنت أحد الباشاوات. تقوم الثورة وبعدها تتغير حياته. يفصل من وظيفته وتفسخ خطوبته، ويمسي عاطلا. يسافر إلى الإسكندرية، وهناك يلتقي ببائعة الهوى «ريري»، التي تعيش معه حتى يعلم أنها حامل فيطردها. يتزوج من فتاة عاقر مطلقة ذات ثروة. يعاني من الملل واليأس ويندفع نحو القمار. يرى بالمصادفة «ريري» ومعها بنت صغيرة هي ابنته. في النهاية يجلس في الظلام إلى تمثال سعد زغلول فإذا بشاب قوي الجسم يحمل وردة يتحدث إليه ثم يمضي، فيمضي عيسى في طريق الشاب تاركا وراءه الوحدة والظلام.

## شخصيات الرواية
- عيسى الدباغ البطل المحوري، موظف وفدي سابق، كان على وشك الترقية والزواج، لكن الثورة أطاحت بمستقبله. يعيش حالة من الاغتراب، والانكسار، والبحث عن الذات. يمثل الإنسان الذي فقد مكانه في العالم الجديد.
- سلوى خطيبة عيسى السابقة، تنتمي إلى طبقة راقية، تفسخ خطوبتها منه بعد فقدانه لمنصبه، مما يُبرز هشاشة العلاقات الاجتماعية المبنية على النفوذ.
- ريري فتاة ليل يلتقي بها عيسى في الإسكندرية، تعيش معه فترة ثم تخبره بحملها، فيطردها. لاحقًا، يكتشف أن لديه منها ابنة، مما يُعيد إليه شعورًا بالانتماء والندم.
- الزوجة الثرية امرأة مطلقة وعاقر يتزوجها عيسى لاحقًا، لكنها لا تمنحه السكينة، بل تدفعه نحو الملل والقمار والانفصال عن المجتمع.
- الابنة الصغيرة ثمرة علاقته بريري، تظهر في نهاية الرواية، وتُجسد الأمل الضائع والانتماء المفقود.
- الشاب الغريب يظهر في نهاية الرواية أمام تمثال سعد زغلول، يحمل وردة ويتحدث إلى عيسى، ثم يمضي. يمثل رمزًا للتجدد، والأمل، والانبعاث من الظلام.

## اقتباسات من الرواية
"إننا نجرب الموت - ونحن لا ندري - مرات ومرات في أثناء حياتنا، قبل أن يدركنا الموت النهائي." تأمل عميق في فكرة الفناء النفسي قبل الفناء الجسدي.
"نحن نعتبر الموت ذروة المأساة، ومع ذلك فموت الأحياء أفظع ألف مرة من موت الأموات."تصوير مأساوي لحالة الاغتراب والخذلان التي يعيشها الإنسان.
"العلاقة بين الحاكم والمحكوم تتقرر بطريقة خفية كما في الحب، ويمكن أن يقول إن أظفر الحكام بقلوب المحكومين هو أعظمهم احترامًا لإنسانيتهم، وليس بالخبز وحده يحيا الإنسان!"1نقد سياسي واجتماعي عميق بأسلوب أدبي راقٍ.
"لو حرف لوعة يطمح بحماقة إلى توهم القدرة على تغيير التاريخ." فلسفة محفوظية في التعامل مع الندم والتمني.
"اتعس الناس الذين يستوي لديهم الموت والحياة." وصف لحالة الانكسار الكامل وفقدان المعنى.

"ترى البحر وقد سحره أكتوبر فأخلد إلى أحلام اليقظة، وترى أيضًا أسراب السمان تتهاوى إلى مصير محتوم عقب رحلة شاقة مليئة بالبطولة الخيالية."مشهد شعري يربط بين الطبيعة والإنسان في لحظة تأمل.

## أسلوب الرواية
رواية "السمان والخريف" لنجيب محفوظ تسلط الضوء على التحولات النفسية والوجودية لشخصية عيسى الدباغ، أحد رجال السلطة السابقين، الذي يجد نفسه معزولًا بعد سقوط نظامه إثر ثورة يوليو 1952. يفقد مكانته الاجتماعية ويتخبط في شعور بالفراغ والضياع، ليبدأ رحلة introspective نحو فهم ذاته ومعنى حياته في ظل واقع جديد يتغير من حوله بسرعة. من خلال علاقاته، خاصة مع ريري، يكتشف عيسى معاني جديدة للإنسانية والقبول والخسارة، حيث تتجلى رمزية السمان الذي يُصاد في الخريف كتشبيه دقيق لهزيمة البطل في خريف حياته؛ ورغم ذلك، تنطوي الرواية على بصيص أمل في إمكانية تجاوز الانكسار الشخصي.

## المرأة في الرواية
في رواية السمان والخريف، يقدم نجيب محفوظ صورة مركبة للمرأة تعكس أزمة المجتمع المصري عقب ثورة يوليو، حيث تظهر المرأة كمرآة لتحولات البطل النفسية والاجتماعية والسياسية؛ فسلوى تمثل البرجوازية التي تخلّت عن الحب حين فقد عيسى منصبه، لتجسد هشاشة العلاقات الطبقية، أما ريري، الفتاة المهمشة، فتبرز كرمز للرفض الاجتماعي لكنها تحمل في طياتها بذور الأمل والامتداد الإنساني من خلال الابنة التي تجمعها بعيسى، في حين تُجسد الزوجة الثرية الفراغ الروحي والاجتماعي الذي لا يمنح البطل السكينة رغم المظهر المادي، وتأتي صورة المرأة في الرواية ممتدة إلى رمزية الوطن الذي تخلى عنه البطل أو الذي رفضه، مما يجعلها قوة خفية رغم انعدام السلطة الظاهرة، فهي التي تكشف هشاشة الرجل، وتعيد تشكيل مصيره، ليؤكد محفوظ أن أزمة الإنسان في المجتمع لا تنفصل عن علاقاته بالمرأة، سواء بالحب أو بالفقد أو بالخذلان، وتظل تلك العلاقات حاملة لمعانٍ فلسفية عن الهوية والانتماء والخلاص.

## النقد
شخصية البطل هي «في حالة اغتراب ذاتي وفي حالة صراع نفسي بين ما يحدث وما حدث له في الماضي». يقارن محمود أمين العالم بين هذه الرواية والرواية السابقة فيقول: «إذا كانت اللص والكلاب تعبر عن وجدان متمرد يسعى لتغيير الواقع الجامد، فإن السمان والخريف تمثل واقعا متغيرا يصطدم به وجدان جامد». ويرى أن الرواية التالية (الطريق) هي تكملة وتعميق لبعض جوانب السمان والخريف. عنوان الرواية «يشير إلى الهجرة المادية والمعنوية التي دهمت بطل الرواية بحثا عن الدفء».

## وصلات خارجية
- «السمّان والخريف»..أسراب الأدعياء تتهاوى